# Megillat Antiochos
Die Megillat Antioch(o|u)s (hebräisch מגילת אנטיוכוס, „Die Schriftrolle des Antiochus“) ist eine frühmittelalterliche jüdische Schrift. Sie wird auch bezeichnet als Megillat HaHashmonaim/Megillat Benei Hashmonai „Schriftrolle der Hasmonäer“, Megillat Hanukkah „Chanukka-Schriftrolle“, Megillat Yoḥanan „Jochanan-Schriftrolle“, Megillat HaMakabim „Schriftrolle der Makkabäer“ oder Megillah Yevanit „griechische Schriftrolle“. Die legendenhafte Erzählung handelt vom Sieg der Makkabäer über das Seleukidenreich und die Einrichtung des Chanukkafestes.

## Textüberlieferung
Megillat Antiochos wurde auf Aramäisch verfasst; es gibt eine alte hebräische Übersetzung. Die Schriftrolle wird erstmals in der ca. 825 entstandenen Halakhot Gedolot erwähnt, einem Werk über jüdisches Recht des frühmittelalterlichen Halacha-Gelehrten Simeon Kayyara. Der Text wurde mit zahlreichen Varianten in Gebetbüchern der sefardischen und jemenitischen Tradition überliefert, außerdem auch in einigen Manuskripten der Tora, wobei aber wegen des Mangels an Kantillationszeichen und des separaten Kolophons eindeutig ist, dass er nicht als heilige Schrift angesehen wurde. Ein Erstdruck auf Aramäisch und Hebräisch wurde ca. 1481/2 in Guadalajara angefertigt.

## Entstehungskontext und Inhalt
Als Entstehungszeit von Megillat Antiochos wird von Menachem Zvi Kadari aus sprachlichen Gründen das 2. bis 5. Jahrhundert angenommen, während die neuere Forschung als Entstehungskontext das 6. bis 8. Jahrhundert im babylonisch-syrischen Raum vermutet. Die Sprache wird dahingehend als Nachahmung des Targum Onkelos betrachtet. Der anonyme Autor verfasste nach dem Modell der Esterrolle zu Purim eine Darstellung des Makkabäeraufstandes, die sich an 1Makk 1-9 und das 2. Buch der Makkabäer anlehnt. Das 1. Buch der Makkabäer, welches zu dieser Zeit nicht mehr in der ursprünglichen hebräischen oder aramäischen Version erhalten war, war den Verfassern von Megillat Antiochos in griechischer Übersetzung wohl nicht direkt zugänglich; das 2. Buch der Makkabäer wurde von ihnen möglicherweise in einer alten mündlich umlaufenden Version rezipiert. So ergeben sich zahlreiche Differenzen zur Darstellung der Makkabäerbücher. Jochanan (=Judas Makkabäus) starb demnach in der Schlacht, und sein Vater Mattitjahu (=Mattatias) führte seinen Kampf weiter. Ganz ohne Parallele in den antiken Makkabäerbüchern ist die ausführliche Beschreibung am Beginn von Megillat Antiochos, wie Mattatias den griechischen Militärführer tötet. Die Handlung bezieht Stoffe aus den Midraschim und des Talmud mit ein und betont die Rolle der Schechina für den Fortgang der Handlung, was religiösen Trends der Entstehungszeit entspricht. In einigen Versionen gibt es neben dem Freiheitskampf gegen die griechische Besatzung und der Reinigung des Jerusalemer Tempels einen dritten Handlungsstrang, in dem es um das Ius primae noctis und die Ehre einer jungen Makkabäerin geht.

## Die Megillat Antiochos als historische Quelle
Der Talmudist Louis Ginzberg erklärte die Schrift zu einem „falschen Werk“, das auf „unhistorischen Quellen“ basierte, mit Ausnahme bestimmter Passagen aus dem 1. Buch der Makkabäer. Der Text ist eine „Melange von Fakten und Namen, die im chronologisch unkorrekten Rahmenwerk von Seder Olam dargeboten werden, allerdings unabhängig davon formuliert.“  Einen Wert als historische Quelle für die Makkabbäerzeit hat Megillat Antiochos nicht.

## Rezeption
Die Megillat Antiochos hat in der jüdischen Tradition eine wichtige Rolle, da sie die einzige Schrift der rabbinischen Literatur ist, welche eine Chanukka-Ätologie liefert. Das 1. Buch der Makkabäer, welches die Umstände des Makkabäeraufstandes und die Entstehung des Channukafestes erzählt, ist im hebräischen Original verloren und wird hingegen nicht in den Synagogen gelesen. Bis heute wird der Text im jemenitischen Juden an Gottesdiensten regelmäßig gelesen. Allgemein durchgesetzt hat er sich jedoch nicht. In einigen italienischen Synagogen des Mittelalters wurde die Megillat Antiochus am Schabbat Chanukka gelesen und wird in diesem Kontext von Rabbiner Jeschajahu aus Trani (1200–1260) benannt. Die Erzählung wird auch im Machsor Kaffa (1735) wiedergegeben und eine Übersetzung in die indische Sprache Marathi existiert. Besondere Bedeutung gewann die von Saadia Gaon (882–942) angefertigte Übersetzung ins Arabische, da die Megillat Antiochus dadurch bei den jemenitischen Juden größere Prominenz erlangte.